# Electra (Haeffner)
Electra är en tragisk opera i tre akter av Johann Christian Friedrich Haeffner. Den komponerades 1787 till drottning Sofia Magdalenas namnsdag den 22 juli (Magdalena) och uppfördes på Drottningholms slottsteater. Den spelades sedan på operan 10 gånger under tiden 1787-91. Även uppförd på Drottningholmsteatern 1991 och gavs 1993 ut på musik-CD.
Librettot skrevs av  Nicolas Francois Guillard och översattes till svenska av Adolf Fredrik Ristell. 

## Roller
| Roller                                                   | Stämma  | Premiärbesättning den 10 december 1787 (Dirigent: Johann Christian Friedrich Haeffner)                                               |
| -------------------------------------------------------- | ------- | --- |
| Electra, dotter till Agamemnon och Clitemnestra i Mykene | sopran  | Franziska Stading |
| Orest, Electras bror                                     | baryton | Christopher Christian Karsten |
| Clitemnestra, Electras mor                               | sopran  | Sofia Liljegren |
| Egist, älskare till Clitemnestra, mördar Agamemnon       | baryton | Petter Svartling |
| Pilad                                                    | tenor   | Carl Fredrik Fernstedt |
| Arcas, son till Zeus och Callisto                        | bas     | Abraham de Broen |
| Översteprästen                                           | bas     | Erik Folling |
| Ismene, dotter till Oidipus                              | sopran  | Elisabeth Haeffner |
| En av folket                                             | bas     | |
| En befälhavare                                           | tenor   | |
| En anförare                                              |         | Carl Gustaf Grönström |
| Ett trojanskt fruntimmer                                 |         | Gustava Rebecka Forsselius |
| Danssolister                                             | -       | Antoine Bournonville, Charlotte Slottsberg, Carlo Uttini, Joseph Saint-Fauraux Raimond, Jean-Rémy Marcadet och Julie Alix de la Fay. |

## Musikstycken
- Ouvertyr.

### AKT 1
- Första scenen.
  - 1. Marsch.
  - 2. Aria (Orest).
  - 3. Kör.
  - 4. Recitativ med terzett (Arcas, Pilad, Orest).
- Andra scenen.
  - 5. Recitativ (Electra, Pilad, Orest, Arcas)
- Tredje scenen.
  - 6. Recitativ (Electra).
  - 7. Aria med kör (Electra, Furier).
- Fjärde scenen.
  - 8. Recitativ med Kör (Electra).
- Femte scenen.
  - 9. Recitativ (Ismene).
  - 10. Kör.
  - 11. Aria (?)
  - 12. Kör.
- Sjätte scenen.
  - 13. Moderato.
  - 14. Recitativ (Electra, Clitemnestra).
  - 15. Duett (Electra, Clitemnestra).
  - 16. Recitativ (Electra, Clitemnestra)
  - 17. Duett (Electra, Clitemnestra).
  - 18. Recitativ med kör (Electra, Clitemnestra).

### Akt 2
- Första scenen. 
  - 1. Duett (Clitemnestra, Egist).
  - 2. Aria (Egist).
- Andra och tredje scenen.
  - 3. Kör.
- Fjärde scenen.
  - Recitativ (Befälhavaren, Egist)
- Femte scenen.
  - Recitativ med kör (Egist, Arcas, Clitemnestra, Ismene).
- Sjätte scenen.
  - Recitativ (Ismene).
- Sjunde scenen. 
  - Recitativ (Electra, Ismene)
  - 4. Aria (Electra).
- Åttonde scenen.
  - 5. Kör.
  - Recitativ (Electra).
  - 6. Kör.
  - Recitativ (Electra, Ismene).
  - 7. Kör
  - Recitativ (Electra, ?)
  - 8. Kör.

### Akt 3
- Första scenen.
  - 1. Aria med kör (Electra, kör).
  - 2. Aria (Electra).
  - 3. Kör.
- Andra scenen.
  - 4. Recitativ (Electra, Orest).
  - 5. Aria (Orest).
  - 5. Kör.
  - 6. Duett (Electra, Orest).
  - 7. Kör.
- Tredje och fjärde scenen.
  - 8. Recitativ med kör (Arcas, Orest, Electra).
  - 9. Aria (Orest).
  - 10. kvartett med kör (Electra, Ismene, Pilad, Arcas).
- Femte scenen.
  - 12. Moderato.
  - 13. Recitativ (Översteprästen).
  - 14. Duett med kör (Electra, Översteprästen).
  - 16. Kvartett med kör (Egist, Electra, Clitemnestra, Orest).
- Sjätte scenen.
  - 17. Aria (Orest).

## Diskografi
- 1993 - Electra